# Eumecosoma pleuritica
Eumecosoma pleuritica är en tvåvingeart som först beskrevs av Christian Rudolph Wilhelm Wiedemann 1828.  Eumecosoma pleuritica ingår i släktet Eumecosoma och familjen rovflugor. Inga underarter finns listade i Catalogue of Life.